# Texas Rangers (beisbol)
El Texas Rangers és un club professional de beisbol estatunidenc de la ciutat d'Arlington (Texas), que disputa la MLB.

## Palmarès
- Campionats de la MLB (0): -
- Campionats de la Lliga Americana (0): -
- Campionats de la Divisió Oest (3): 1999, 1998, 1996

## Evolució de la franquícia
- Washington Senators (1961-1971)
- Texas Rangers (1972-present)

## Colors
Blau, vermell i blanc.

## Estadis
- Rangers Ballpark in Arlington (1994-present)
  - a.k.a. Ameriquest Field in Arlington (2004-2006)
  - a.k.a. The Ballpark in Arlington (1994-2004)
- Arlington Stadium (1972-1993)
- RFK Stadium (Washington, DC) (1962-1971)
  - a.k.a. D.C. Stadium (1962-1968)
- Griffith Stadium (Washington, DC) (1961)

## Números retirats
- Johnny Oates 26
- Nolan Ryan 34
- Jackie Robinson 42